# Düna-Zeitung
Die Düna-Zeitung war eine deutschsprachige Tageszeitung, die von 1887 bis 1909 in Riga im Kaiserreich Russland erschienen ist. Sie gilt neben dem Rigaer Tagblatt und der Rigaschen Rundschau als eine der drei bedeutenden politischen Zeitungen der Stadt.
Gründer und erster Chefredakteur war Gustav Pipers. Er vertrat eine programmatische Linie zur Russifizierung der deutschen und jüdischen Bevölkerung Rigas, wofür er wahrscheinlich Subventionen des russischen Staates erhalten hatte. Nachdem die Zeitung 1891 von einem neuen Verleger aufgekauft worden war, wurde sie unter dem Herausgeber und Chefredakteur Ernst Seraphim zu einem Sprachrohr des deutschbaltischen Nationalismus. Sogar deutsche Institutionen und öffentliche Persönlichkeiten wurden bisweilen polemisch attackiert. Die Zeitung stellte am 31. Dezember 1909 infolge einer Vereinbarung mit der Rigaschen Zeitung ihr Erscheinen ein, wonach Seraphim und sein Mitredakteur Theodor von Berent in die Redaktion des Konkurrenzblattes eintraten.